# Темза
Темза (на английски: Thames) е втората по дължина и най-важна по значение река във Великобритания (Южна Англия), вливаща се чрез голям естуар в Северно море. Дължина – 346 km, площ на водосборния басейн – 12 935 km².

## Етимология
Името The Thames, от средноанглийското Temese, е произлязло от келтското название на реката Tamesas (от *tamēssa), изписано на латински като Tamesis (така Цезар наричал реката по време на войните си с галите) и преминало в модерния уелски език като Tafwys („Thames“). Името вероятно означава „тъмна“ и може да се сравни с други сродни думи като руската темно (на праславянски tьmьnъ), литовската tamsi „тъмна“, латвийската tumsa „тъмнина“, санскрит тамас („тъмнина“) и уелското tywyll „тъмнина“ и средноирландското teimen „тъмносиво“.

## Географска характеристика

### Извор, течение, устие
Река Темза води началото си на 110 m н.в., от югоизточния склон на възвишението Котсуолд Хилс в община Котсуолд, графство Глостършър, в Южна Англия. По цялото си протежение тече предимно в източна посока, в широка и плитка долина, през хълмистата равнина Лондонски басейн, със спокойно и бавно течение, малка денивелация и множество меандри, особено в средното си течение. Ширината на коритото ѝ се колебае от 3 – 4 m в горното течение, 15 – 20 m в средното, до 200 – 250 m в чертите на Лондон. Влива се в югозападната част на Северно море, при град Саутенд от Сий, като образува голям естуар с ширина от 650 m (в източните предградия на Лондон) до 16 km в устието.

### Водосборен басейн, притоци
Водосборният басейн на Темза обхваща площ от 12 935 km². Речната ѝ мрежа е едностранно развита с повече, но по-къси десни и по-малко, но по-дълги леви притоци. На юг, запад и северозапад водосборният басейн на Темза граничи с водосборните басейни на реките Уз, Арен, Тест, Ейвън (влива се в протока Ламанш), Ейвън (влива се в Бристълския залив), Севърн и други по-малки, вливащи се в Атлантическия океан, а на север, североизток и югоизток – с водосборните басейни на реките Нен, Грейт Уз, Чалмър, Мидуей и други по-малки, вливащи се в Северно море.
Темза получава 38 притока с дължина над 10 km, в т.ч. 16 над 20 km, 6 над 50 km и 1 над 100 km. Основни притоци:
- леви – Уиндраш (56 km, 360 km²), Черуел (64 km, 943 km²), Тейм (64 km, 800 km²), Лодън (45 km, 1000 km²), Ли (68 km, 1400 km²);
- десни – Кенет (72 km, 1164 km²); Уей (140 km, 910 km²), Мол (80 km, 510 km²).

### Хидроложки показатели
Темза има предимно дъждовно подхранване с почти целогодишно пълноводие, с максимум през зимата и слабо изразено лятно маловодие. Среден годишен отток в долното течение – 260 m³/sec. Ледови явления се наблюдават само в много сурови зими. Долното течение на реката е подложено на влиянието на морските приливи (тяхната височина в Лондон е до 6 – 6,5 m), които достигат до предградието Тедингтън, където коритото на реката е преградено със стена. За защита на прилежащите територии около реката бреговете ѝ в долното течение и естуарът ѝ са оградени с големи водозащитни диги, а в градовете – с високи подпорни стени.

## Стопанско значение, селища
Темза има важно транспортно значение за Великобритания. Тя е плавателна почти по цялото си протежение, като плиткогазещи речни съдове достигат до град Лечлейд (на 311 km от устието). До Лондон се изкачват морски кораби с водоизместимост до 800 т, а океански кораби – до град Тилбъри. В източната част на Лондон по двата бряга на реката е разположено огромното Лондонско пристанище. Чрез стари плавателни канали, които сега почти не се използват Темза е свързана с Бристълския залив, Ирландско море и с промишлените райони в централните части на страната. По течението на реката ежегодно се провежда гребна регата. До 1970-те години Темза бе една от най-замърсените реки в света, но британското правителство предприе спешни мерки за очистването на реката и сега Темза е сред най-чистите „градски реки“ в света.
Долината на реката е гъсто заселена, като най-големите селища са градовете: Оксфорд, Абингдън, Уиндзор/Итън, Лондон и др.